# Karangcangkring (Kedungpring)
Karangcangkring is een bestuurslaag in het regentschap Lamongan van de provincie Oost-Java, Indonesië. Karangcangkring telt 852 inwoners (volkstelling 2010).